# Excitebike
Excitebike (エキサイトバイク?, Ekisaitobaiku) è un simulatore di guida di motocross pubblicato nel 1984 da Nintendo per Nintendo Entertainment System. Il gioco ha ricevuto conversioni per arcade, home computer e console portatile.

## Modalità di gioco

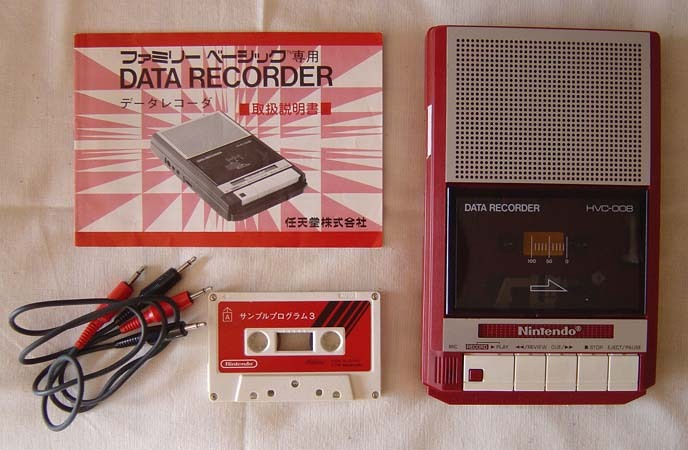
La versione originale di Excitebike salvava i circuiti su nastro. Tale funzionalità è assente nella versione NES ma è stata ripristinata nelle conversioni successive.

Excitebike presenta una visuale in terza persona a scorrimento orizzontale. Lo scopo del gioco è quello di percorrere una serie di circuiti nel minor tempo possibile, evitando gli ostacoli e sfruttando le rampe.
È possibile controllare la moto tramite i tasti direzionali. Il tasto A serve per accelerare, mentre il tasto B attiva il turbo. Il turbo permette di incrementare la velocità della moto, aumentando tuttavia la temperatura, che può portare al surriscaldamento del motore.
Il gioco presenta una modalità "design" in cui è possibile creare un circuito personalizzato. Tale modalità non è completamente funzionante nella versione NES poiché il salvataggio avviene su cassetta.

## Sviluppo
Excitebike è stato realizzato da Shigeru Miyamoto prima di sviluppare Super Mario Bros. per la medesima console.
Il gioco è stato convertito per coin-op con il titolo VS. Excitebike. Questa versione è stata utilizzata come base per un videogioco omonimo per Famicom Disk System che presenta nuovi tracciati e una modalità multigiocatore.
Il gioco per NES è uscito come arcade anche nella macchina multigioco PlayChoice-10.

## Serie
Nel 1997 è stato pubblicato un remake del gioco dal titolo Excitebike: BunBun Mario Battle Stadium (エキサイトバイク ぶんぶんマリオバトル?, Ekisaitobaiku: Bunbun Mario Batoru Sutajiamu) per Super Nintendo Entertainment System. Il videogioco presenta personaggi della serie Mario ed è stato distribuito esclusivamente in Giappone tramite Satellaview.
Il primo seguito del gioco è Excitebike 64 per Nintendo 64, in cui è possibile competere lungo i tracciati originali in modalità 3D, oltre a presentare il titolo originale come bonus.
Nel 2009 Monster Games ha pubblicato Excitebike: World Challenge (noto come Excitebike: World Rally negli Stati Uniti d'America e Excitebike: World Race in Giappone) per WiiWare, tornando alla visuale laterale tipica della serie. Lo stesso sviluppatore ha prodotto Excite Truck (2006) e Excite Bots: Trick Racing (2009), considerati spin-off della serie.
Un ulteriore remake del gioco originale è stato distribuito nel 2011 per Nintendo 3DS con il titolo 3D Classics: Excitebike.
Excitebike è stato pubblicato per Game Boy Advance all'interno della serie NES Classic e distribuito tramite Nintendo e-Reader e Virtual Console. Il titolo è inoltre presente nel videogioco Animal Crossing. Il gioco è incluso nel Nintendo Classic Mini: Nintendo Entertainment System ed è stato distribuito da Hamster Corporation per Nintendo Switch.